# Harold Innis
Harold Adams Innis (Hamilton, 5 de novembro de 1894 — 8 de novembro de 1952) foi um professor de economia política na Universidade de Toronto e autor de muitos trabalhos sobre a história econômica do Canadá, sobre mídia e teoria da comunicação.